# Robert Levin (Schauspieler)
Robert Levin (* 1965 in Karlsruhe als Robert Jahn) ist ein deutscher Sprecher und Schauspieler.

## Wirken
Robert Levin ist Sprecher beim Deutschlandfunk Kultur in Berlin sowie beim Westdeutschen Rundfunk in Köln. Sein Schauspieldiplom machte er 1993 an der Hochschule der Künste Bern, die damals noch Konservatorium Bern hieß. Anschließend ging er als Schauspieler für zwei Jahre ans Landestheater Tübingen (LTT). Dort spielte und tanzte er u. a. 1994 in der Uraufführung von Gertrude Steins "The World is Round" als Tanztheater für Kinder (Regie: Brigitte Dethier und Lotta Svalberg) die Rolle des Willie. Darauf folgten Engagements am Reutlinger und am Bremer Theater. 1998 begann er beim NDR in Hamburg hauptberuflich als Radiosprecher zu arbeiten. Inzwischen ist seine Stimme auch öfter im Fernsehen zu hören: Von 2004 bis 2011 war Robert Levin die Berliner Off-Stimme in den Einspielfilmen in Frank Plasbergs ARD-Talkmagazin hart aber fair. Seit 2011 spricht er vor allem Reportagen im Ersten oder des NDR, z. B. "Die Story im Ersten – Herr der Schiffe" (2013) von Rainer Kahrs (produziert 2013 von Radio Bremen). Während der Lit.Cologne war Robert Levin 2007 bis 2011 sowie 2014 live als Sprecher beim Literaturmarathon im WDR Funkhaus Köln zu hören. 2012 trat er für WDR5 bei der von Roger Willemsen und Martin Stankowski moderierten literarischen Sommernacht auf Burg Wilhelmstein in Würselen auf. Seit 2015 arbeitet Robert Levin vermehrt als Synchronschauspieler, u. a. in Berlin.

## Synchronrollen (Auswahl)
- 2021: Für Zahn McClarnon (als Officer Big) in Reservation Dogs
- 2019: Für Matthew Maher (als Norex) in Captain Marvel
- 2018: Für Nicolas Bridet (als Olivier Itaque) in Gelobt sei Gott
- 2017: Für Antoine Duléry (als Kommissar Jean Larosière) in Agatha Christie: Kleine Morde/Mörderische Spiele
- 2016: Für Syllas Tzoumerkas (als Orestis) in Nacktbaden – Manche bräunen, andere brennen